# Konin (fiume)
Il Konin (in russo Конин?) è un fiume dell'Estremo Oriente russo. È il ramo sorgentifero di sinistra del fiume Tugur. Scorre nel Tuguro-Čumikanskij rajon del Territorio di Chabarovsk.
Il fiume ha origine sulle pendici meridionali dei monti Al'skij e scorre in direzione sud, alla confluenza con il fiume Assyni forma il Tugur. La sua lunghezza è di 189 km, l'area del bacino è di 5 490 km². Il suo maggior affluente è il Munikan.